# بيني وبينك (فلم)
فيلم مصري (أبيض وأسود) تم عرضه في 14 يونيو 1953 ومدة الفيلم 110 دقيقة

## قصة الفيلم
تدور أحداث الفيلم عن رجل شرير الذي قام بدوره الفنان كمال الشناوي ويحاول أن يدفع صديقه نحو الإفلاس بطرق غير مشروعة، فيجعله يبيع نصف الفندق الذي يمتلكه الشاب، وكانت آمال هذا الشرير أن يستحوذ على قلب الراقصة التي قامت بدورها هدى شمس الدين التي يحبها الشاب.

## أبطال الفيلم
- هدى شمس الدين
- كمال الشناوي
- محمد عبد المطلب
- عبد الغني السيد
- محمد أمين
- محمد التابعي
- زينات صدقي
- عمر الجيزاوي
- محمد الديب (ممثل)

## طاقم الفيلم
- حسن رضا. (مخرج)
- إسماعيل حسن. (مؤلف)
- عبد الحكيم أمين. (توزيع)
- عبد الحكيم أمين. (منتج)

## وصلات خارجية
- مقالات تستعمل روابط فنية بلا صلة مع ويكي بيانات
- بيني وبينك على الدهليز